# Municipio de Zumbro
El municipio de Zumbro (en inglés: Zumbro Township) es un municipio ubicado en el condado de Wabasha en el estado estadounidense de Minnesota. En el año 2010 tenía una población de 722 habitantes y una densidad poblacional de 8,66 personas por km².

## Geografía
El municipio de Zumbro se encuentra ubicado en las coordenadas 44°13′19″N 92°24′2″O / 44.22194, -92.40056. Según la Oficina del Censo de los Estados Unidos, el municipio tiene una superficie total de 83.41 km², de la cual 81,82 km² corresponden a tierra firme y (1,9 %) 1,59 km² es agua.

## Demografía
Según el censo de 2010, había 722 personas residiendo en el municipio de Zumbro. La densidad de población era de 8,66 hab./km². De los 722 habitantes, el municipio de Zumbro estaba compuesto por el 98,61 % blancos, el 0,55 % eran afroamericanos, el 0,55 % eran asiáticos, el 0,14 % eran de otras razas y el 0,14 % eran de una mezcla de razas. Del total de la población el 0,42 % eran hispanos o latinos de cualquier raza.